# Eccidio di Roccaranieri
L'eccidio di Roccaranieri è stato un crimine di guerra compiuto dalle forze di occupazione nazista in Italia a Roccaranieri, frazione del comune di Longone Sabino, in provincia di Rieti.
Il 6 giugno del 1944 un reparto di truppe tedesche si rese colpevole dell'uccisione di 13 civili inermi come atto di rappresaglia per la morte di un soldato tedesco.
((Ps. 67, 2), Don Antonio Tuzi, Archivio Parrocchiale di Roccaranieri - anno 1944, pag.61)

## Il contesto storico

### Lo sbarco alleato in Sicilia (luglio 1943) e l'armistizio (settembre 1943)
Lo sbarco in Sicilia degli alleati nel luglio del 1943 e la successiva apertura di un nuovo fronte alleato nella penisola italiana avevano posto le basi per il rovesciamento del governo fascista e il conseguente armistizio dell'8 settembre 1943 tra il Regno d'Italia e i governi dei paesi alleati. 
All'armistizio era seguito lo sbando del regio esercito e l'improvviso passaggio delle truppe tedesche in Italia da alleati a forze di occupazione. A partire dal luglio del 1943 si intensificarono sulla penisola i bombardamenti alleati nei confronti delle truppe tedesche in ritirata anche nelle zone fino ad allora escluse da azioni belliche. 

### La battaglia di Cassino (gennaio-maggio 1944)

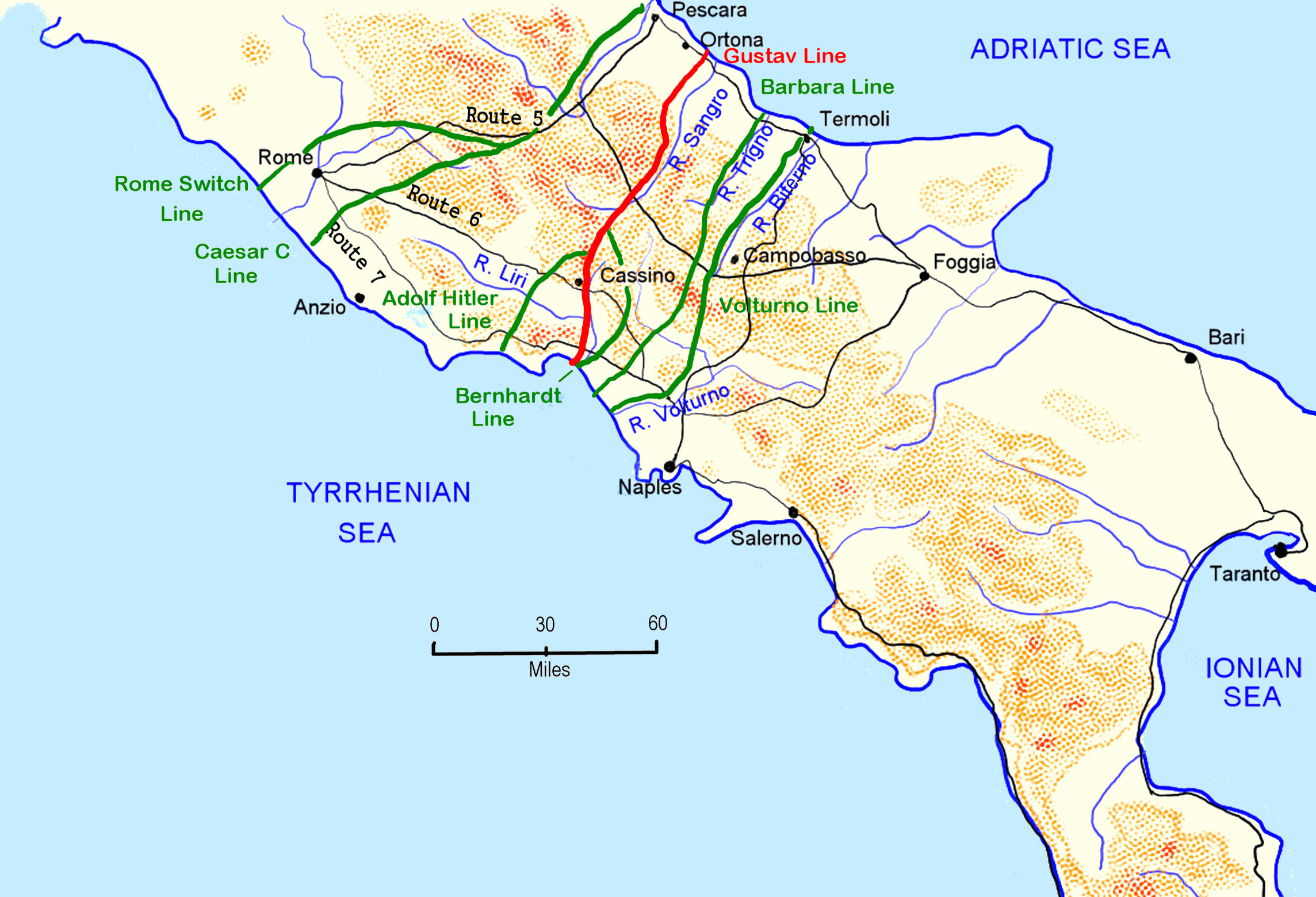
Le linee di difesa tedesche tra ottobre del 1943 e maggio del 1944.

Dall'autunno del 1943 la forze tedesche, sotto il comando del generale Albert Kesselring, si riorganizzarono per resistere all'avanzata alleata. Vennero approntate delle linee di difesa, trasversali rispetto alla catena appenninica, la più importante delle quali fu la Linea Gustav scenario della cruenta battaglia di Cassino tra il gennaio e il maggio del 1944. 
Lo sfondamento del fronte da parte degli alleati, nel maggio del 1944, comportò la ridisposizione delle truppe tedesche alla volta della Linea Gotica nell'Appennino tosco-emiliano.

### La ritirata tedesca verso la Linea Gotica (giugno 1944)
Durante i mesi tra maggio e luglio del 1944 furono numerose le azioni di guerra che le truppe tedesche in ritirata lungo le valli interne dell'Appennino intrapresero contro la popolazione civile mentre proseguivano - ritirandosi verso nord - nella loro azione di difesa delle posizioni lungo la penisola italiana.

#### La guerra in Sabina
Mentre il borgo di Rieti veniva bombardato da parte della RAF, per ostacolare la ritirata delle truppe tedesche verso nord, causando 27 vittime civili e la morte di 15 soldati tedeschi, lo stesso giorno in cui gli alleati aprivano con lo sbarco in Normandia il fronte occidentale che avrebbe portato in meno di un anno alla disfatta nazista, in queste circostanze, il 6 giugno 1944, si verificavano gli eventi di Roccaranieri. 
I dintorni di Rieti furono teatro, nel giugno del 1944, di episodi analoghi a quello di Roccaranieri ma che coinvolsero un inferiore numero di vittime civili: a Cerchiara (9 giugno 1944, 3 vittime), a Pendenza (11 giugno 1944, 1 vittima), a Sant'Elia (11 giugno 1944, 5 vittime). I fatti di giugno si verificavano dopo quelli già avvenuti,  nel reatino, nell'aprile del 1944 in cui, oltre ai tedeschi, erano coinvolti reparti fascisti in particolare a Poggio Bustone (1-10 aprile 1944, 11 vittime - episodio seguito alla Battaglia di Poggio Bustone),  a Leonessa (31 marzo -7 aprile 1944, 46 vittime - Strage di Leonessa) e a Rieti (9 aprile 1944, 15 vittime - Eccidio delle Fosse Reatine).

## La strage
I fatti raccolti da Antonio Cipolloni, come riportato da Tommaso Rossi, dell'Istituto per la storia dell'Umbria contemporanea nell'Atlante delle stragi naziste e fasciste in Italia:
(Tommaso Rossi, Atlante delle Stragi Naziste e Fasciste in Italia)
Alla narrazione degli eventi raccolti da Antonio Cipolloni nei suoi volumi dedicati alla guerra in Sabina, fanno da corredo le parole scritte sul registro dell'archivio parrocchiale di Roccaranieri da Don Antonio Tuzi da Aquino, parroco di Roccaranieri nel periodo 1944-1945, il quale, come da egli stesso raccontato in quelle poche righe, fuggì, insieme al resto di gran parte della popolazione, nelle ore successive alla strage.
I corpi delle vittime dell'eccidio vennero raccolti dai diversi luoghi in cui le vittime avevano trovato la morte, portati alla chiesa di San Giovanni Battista di Roccaranieri e tumulati, qualche giorno dopo, con la benedizione impartita dal parroco di San Silvestro, Don Vincenzo Vicari.
Una volta tornato al suo posto Don Antonio volle commemorare i caduti con un breve componimento in capo ai nomi e alle generalità delle vittime, aggiungendo qualche dettaglio sulle esecuzioni che, seppure accennato, offre una ricostruzione dello svolgimento degli eventi in linea con quanto riportato dalle testimonianze raccolte da Cipolloni nei suoi lavori.

### Le vittime

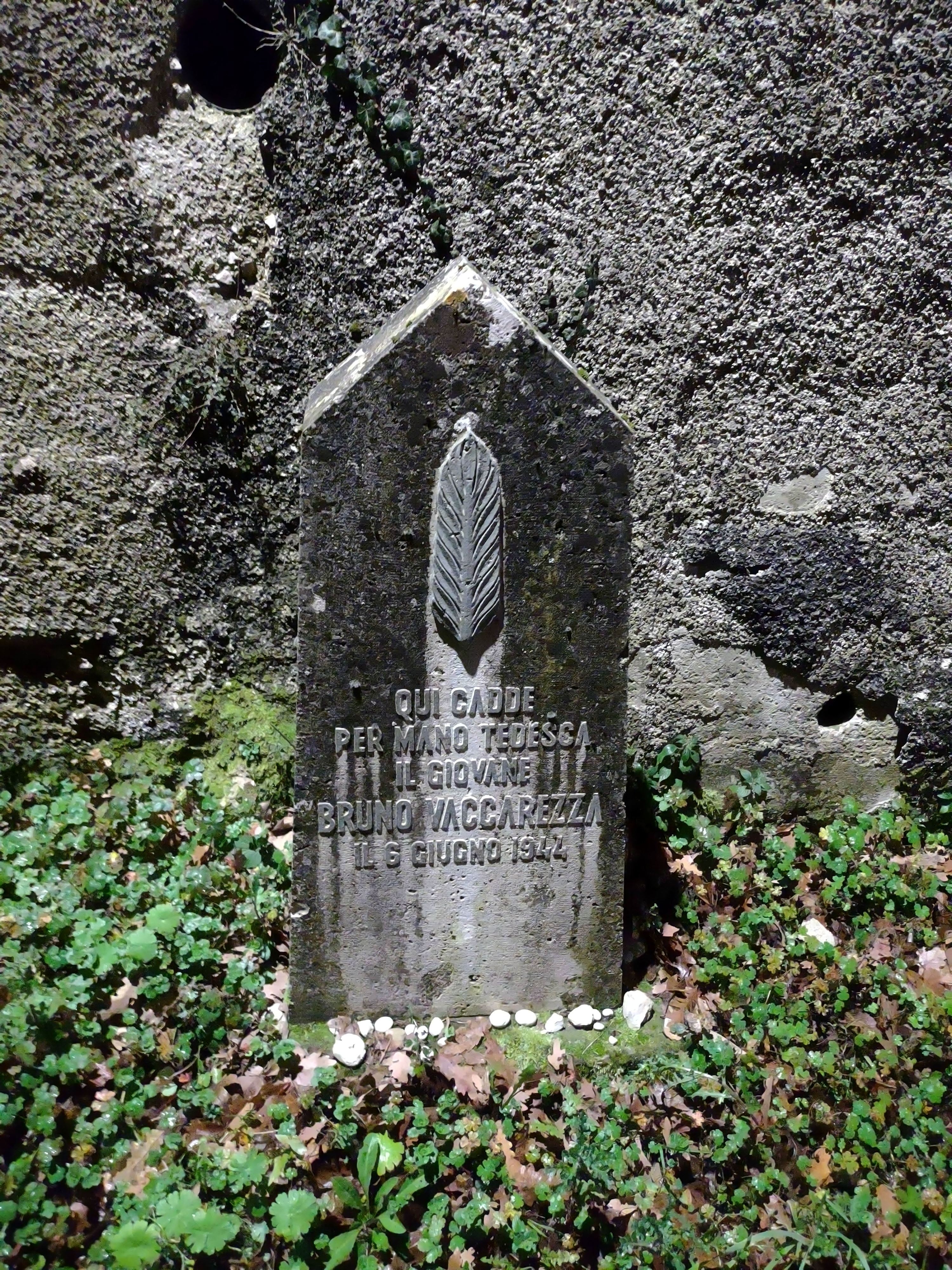
Lapide a Bruno Vaccarezza.

Delle 13 vittime della rappresaglia dei soldati tedeschi non tutti erano residenti a Roccaranieri. Alcuni si trovavano sfollati in paese. L'elenco dei morti come dai dati raccolti da Don Antonio Tuzi, secondo la cronologia delle esecuzioni delineata dallo stesso sacerdote:
1. Bruno Vaccarezza, di Calestano (PR), residente a Rieti, di anni 19  - ore 11[12].
2. Pietro Novelli, di anni 74 - ore 11
3. Vito Camilli, di anni 76 - ore 11
4. Giuseppe di Gregori, di anni 66 - ore 11,10
5. Antonio Bocchi, di anni 75 - ore 11,30
6. Mario Novelli, di anni 20 - ore 12[13]
7. Giuseppe Fiamozzi, di Mezzocorona (TN)[14], di anni 57 - ore 12
8. Pietro Panetti, di Ville Grotti di Cittaducale, residente a Rieti, di anni 29 - ore 13
9. Augusto Miluzzi, di Cittaducale, residente a Petrella Salto[15], di anni 37 - ore 13
10. Giuseppe Amadei[16], di anni 38 - ore 13
11. Felice Amadei[17], di anni 24 - ore 13
12. Pietro Persiani, di Cerreto di Spoleto, residente a Roccaranieri[18] di anni 29 - ore 14[19]
13. Antonio Gentile, di Ville Grotti di Cittaducale, di anni 70 - ore 15?[20]

Come accennato il lavoro di ricerca di Cipolloni trova conferma negli appunti di Don Tuzi: i tedeschi sulla via per Roccaranieri imprigionano nel casale Petrangeli la famiglia Panetti-Amadei di Ville Grotti (Panetti, suo zio Fiamozzi e i cognati di Panetti, Miluzzi e Giuseppe Amadei, quest'ultimo con suo fratello Felice da Roccaranieri - cinque persone) insieme all'operaio Pietro Persiani (in tutto sei persone). I soldati salgono quindi a Roccaranieri dove la testa del plotone uccide, sopra la fonte, Vaccarezza, accorso per cercare di dissuadere i tedeschi, poi, nella piazza del paese, gli anziani Novelli, Camilli, di Gregori e Bocchi. Nel frattempo il resto del plotone uccide Mario Novelli - nel terreno di sua proprietà in località "sopra la Mola" - probabilmente in fuga dopo essere stato allarmato dagli spari provenienti dal paese. Il plotone, ridisceso al casale Petrangeli, uccide i sei lasciati al casale (prima i cinque della famiglia Panetti-Amadei poi Persiani che, forse, nel frattempo, si era dato alla fuga dopo aver avvertito anch'egli dapprima gli spari provenienti dal paese e quindi il vociare dei soldati di ritorno al casale Petrangeli). L'ultima vittima dei tedeschi è l'anziano Gentile, nella sua vigna a Ville Grotti.

## Le conseguenze

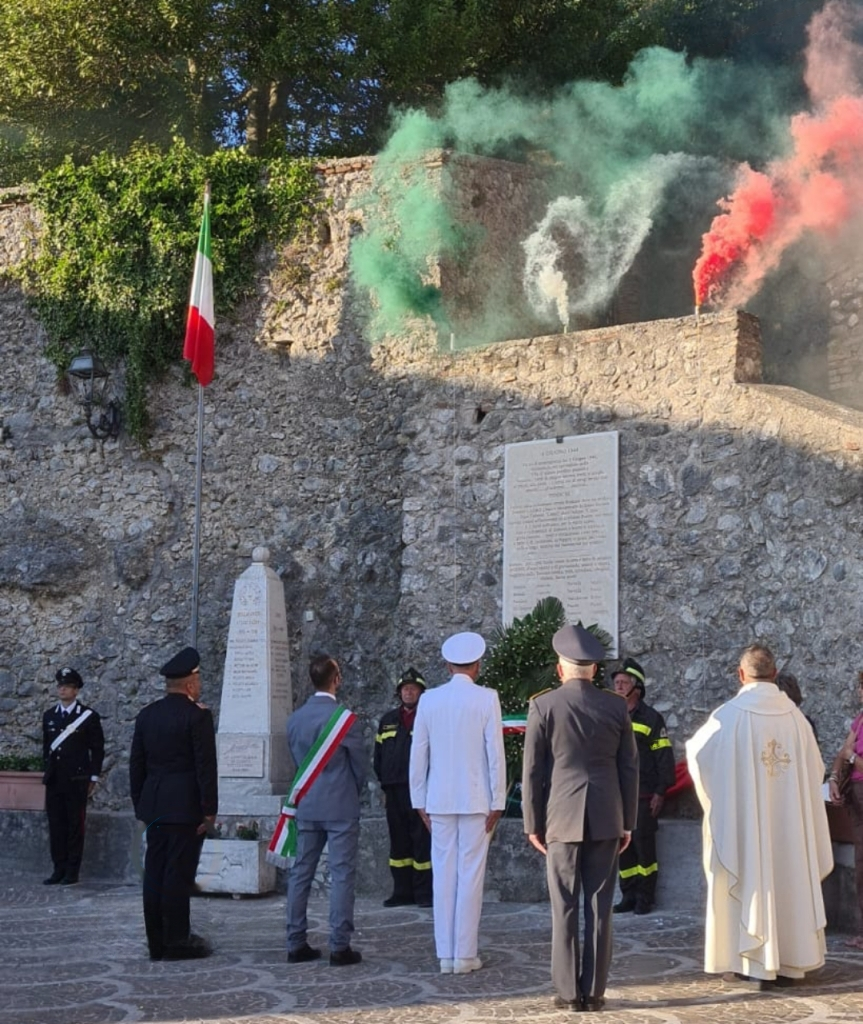
11 giugno 2022 - Cerimonia di apposizione della lapide in ricordo delle vittime della strage del 6 giugno 1944.

Nonostante si tratti di uno degli episodi con il maggior numero di vittime tra quelli avvenuti in Sabina nel giugno del 1944, non causato da dinamiche strettamente belliche, l'eccidio di Roccaranieri non figura tra quelli per cui venne chiesta un'indagine dalla Procura generale del Tribunale supremo militare, relativa a crimini di guerra commessi sul territorio italiano durante la campagna d'Italia (1943-1945) ovvero nei fascicoli rinvenuti nel 1994 nel cosiddetto armadio della vergogna.
Ai fatti del 6 giugno 1944 non è mai seguita un'inchiesta sui reparti tedeschi responsabili dell'azione di rappresaglia ne tantomeno un'indagine storica sulla loro identificazione. Il periodo storico particolarmente complesso, le fasi convulse del conflitto, in uno scenario interlocutorio tra la formazione di due successive linee difensive in due distinte fasi del teatro di guerra della campagna italiana del 1944, hanno reso difficili le azioni di ricerca della verità storica.

## La Memoria
Dopo la fine della seconda guerra mondiale i nomi delle vittime della strage del 1944 furono scolpiti, insieme a quelle dei soldati morti in guerra di Roccaranieri, sul monumento ai caduti nella Piazza del Popolo.
Da allora le vittime della strage vennero commemorate durante le cerimonie che si svolgevano ogni anno per i caduti in guerra.
Dal 2016, grazie alle testimonianze raccolte da Antonio Cipolloni, l'episodio è tra quelli censiti nell Atlante delle stragi naziste e fasciste in Italia strumento di ricerca promosso dall'Istituto nazionale Ferruccio Parri e dall'Associazione Nazionale Partigiani d'Italia, nonché finanziato dal governo della Repubblica Federale di Germania.
L'11 giugno 2022 l'amministrazione comunale di Longone Sabino, insieme al gruppo locale dell'Associazione Nazionale Combattenti e Reduci, sezione "Attilio Verdirosi" di Longone Sabino, ha provveduto a sistemare, a corredo del già esistente monumento ai caduti, una nuova lapide sul muro a monte della piazza dopo aver coinvolto il comitato provinciale dell'Associazione Nazionale Partigiani d'Italia di Rieti, la provincia di Rieti ed i comuni di Rieti e di Cittaducale. 
La lapide commemora gli eventi del 6 giugno usando le parole che scrisse al riguardo, nelle pagine dell'archivio parrocchiale, nei giorni successivi alla strage, l'allora parroco di Roccaranieri Don Antonio Tuzi. 
Dal 2022 una cerimonia per ricordare l'episodio della primavera del 1944 è stata riportata in una data prossima alla ricorrenza annuale dell'eccidio, il 6 giugno.

## Note

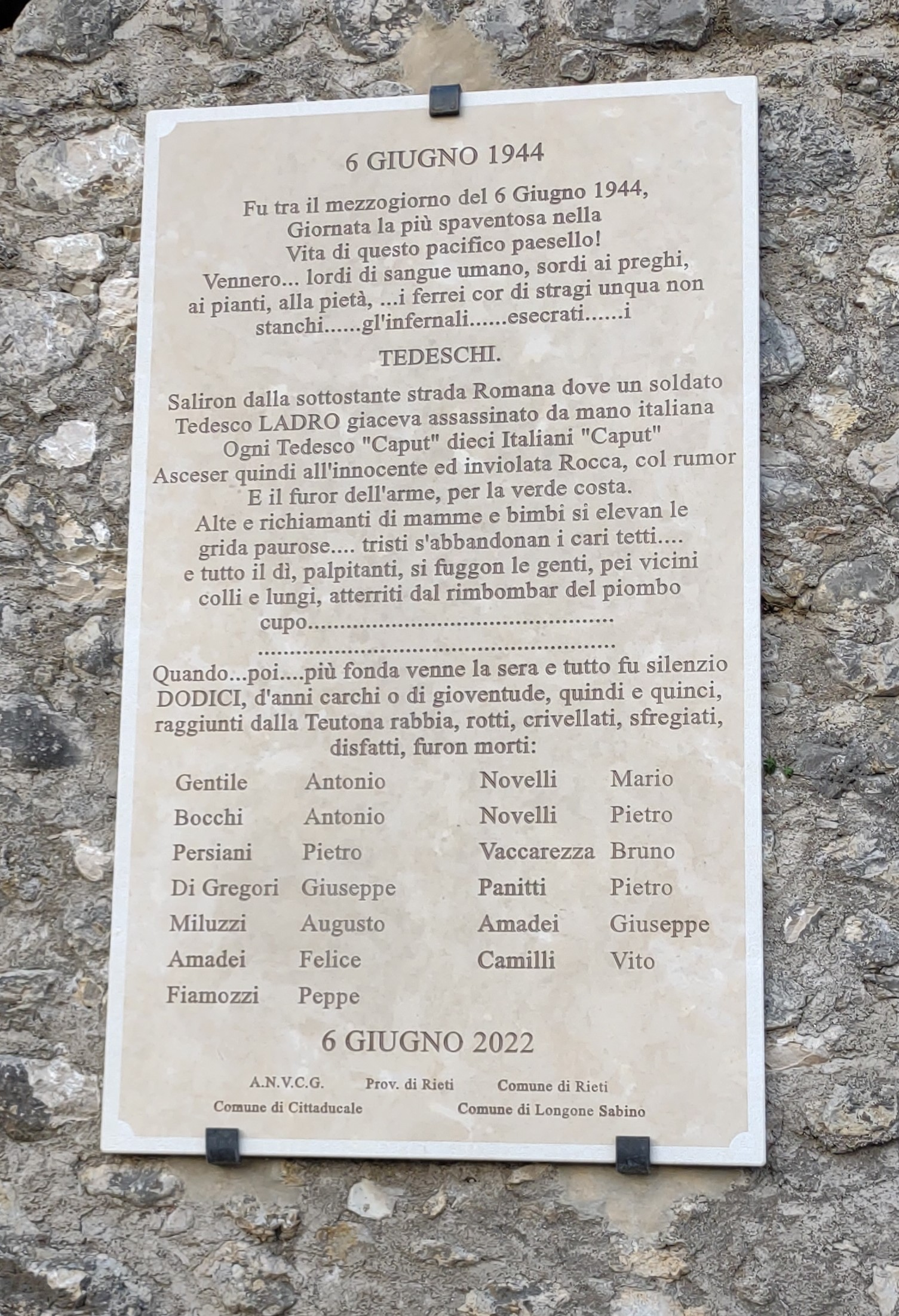
La lapide inaugurata nel 2022 con il componimento di Don Antonio Tuzi in memoria delle vittime della strage.

### Storia locale
- Antonio Cipolloni, Monelli di guerra. Storia di fatti accaduti e vissuti a Rieti fra il 1943 e il 1944, Rieti, Amministrazione Comunale di Rieti, 2003,  pp. 223-225.
- Antonio Cipolloni, La guerra in Sabina dall'8 settembre 1943 al 12 giugno 1944, Terni, Arti Grafiche Celori, 2011,  pp. 576-583, 800, 843.

### Contesto Storico
- Carlo Gentile, Itinerari di Guerra: La presenza delle truppe tedesche nel Lazio occupato (1943-1944) (PDF), in Pubblicazioni online dell’Istituto Storico Germanico di Roma (Deutsche Historische Institut in Rom), Roma, Deutsche Historische Institut in Rom, 2004.
«Il Lazio fu certamente tra le regioni italiane più segnate dal passaggio della guerra. Due fronti aperti-quello della "Linea Gustav" sul Garigliano e quello di Anzio-Nettuno, sui quali si svolgono intensi combattimenti, l'altissima concentrazione di truppe, in primo luogo tedesche, la martellante attività aerea alleata, le evacuazioni forzate e le difficoltà di approvvigionamento, requisizioni e repressione antipartigiana travagliano la vita della popolazione di questa regione. La presenza tedesca fu particolarmente consistente. Una intera armata, la 14a, forte di 145.000 uomini, e buona parte dei 174.000 della 10ª armata erano dislocati sul suo territorio, concentrati in particolare in prossimità del fronte sul Garigliano, a est e sud-est di Frosinone, e della testa di ponte di Anzio, a sud di Roma. Dopo una prima fase nell’estate 1943, quando le truppe tedesche, in particolare la 2ª divisione paracadutisti e la 3a Panzergrenadier, assunsero il controllo della regione, le truppe tedesche erano costantemente aumentate, soprattutto con l’arrivo del fronte sulle posizioni di Cassino alle fine del 1943 e lo sbarco alleato ad Anzio-Nettuno il 22 gennaio 1944. A questi eventi seguirono cinque mesi di intensi combattimenti. Ricordiamo le tre battaglie di Montecassino, la prima tra il 17 gennaio ed il 18 febbraio, la seconda tra il 15 ed il 23 marzo e la terza e ultima, tra l’undici ed il 18 maggio, e quelle sul fronte di Anzio, le fallite sanguinose controffensive tedesche di febbraio e marzo e, infine, l’ultima spallata delle truppe alleate che, in meno di quattro settimane, portò alla liberazione del Lazio.»
- Carlo Gentile, I crimini di guerra tedeschi in Italia: 1943-1945, Torino, Einaudi, 2015.

### Progetti di carattere nazionale
- INSMLI (Istituto nazionale per la storia del movimento di liberazione in Italia) e ANPI (Associazione nazionale partigiani d’Italia), Atlante delle Stragi Nazifasciste in Italia - Episodio di Roccaranieri di Longone Sabino del 06.06.1944, su www.straginazifasciste.it.
- INSMLI (Istituto nazionale per la storia del movimento di liberazione in Italia) e ANPI (Associazione nazionale partigiani d’Italia), Atlante delle Stragi Nazifasciste in Italia - Episodio di Villa Grotti di Cittaducale del 06.06.1944, su www.straginazifasciste.it.

- Antonio Parisella e Irene Salvatori, Memorie di Paese, su Museo storico della Liberazione di Via Tasso a Roma (a cura di), https://www.memoriedipaese.it/.

### Siti di interesse storico
- Carlo Gentile, Itinerari di guerra: la presenza delle truppe tedesche nel Lazio occupato (1943-1945), su Valentino Rossetti e Alberto Turinetti di Priero (a cura di), dalvolturnoacassino.it.

### Commemorazioni della stampa locale
- Roccaranieri ricorda le vittime della rappresaglia nazista del ’44, su rietilife.it, 9 giugno 2022.
«Il Gruppo Associazione Nazionale Combattenti e Reduci Roccaranieri della Sezione di Longone Sabino, sabato 11 giugno alle ore 18, per la prima volta, celebra le 13 vittime della rappresaglia nazista (9 di Roccaranieri – 3 di Cittaducale – 1 di Rieti) avvenuta a Roccaranieri il 6 giugno 1944.»

- Commemorate a Roccaranieri le 13 vittime della rappresaglia nazista, su rietinvetrina.it, 11 giugno 2022.
«Il Gruppo A.N.C.R. Roccaranieri Sezione di Longone Sabino ”Attilio Verdirosi”, nel pomeriggio di sabato 11 giugno ha commemorato le 13 vittime della rappresaglia nazista (9 di Roccaranieri – 3 di Cittaducale – 1 di Rieti).»
- 80° Anniversario della rappresaglia nazista di Roccaranieri, su https://www.combattentiereduci.it/, Associazione Nazionale Combattenti e Reduci, 13 giugno 2024.
«Il 6 giugno 2024 è stata organizzata dal gruppo A.N.C.R. di Roccaranieri della Sezione di Longone Sabino, una manifestazione in occasione dell’80º anniversario in cui furono uccisi, a causa di una rappresaglia nazista, 13 civili (8 di Roccaranieri, 4 di Grotti ed 1 di Rieti).»